# 1¹¹=1 (Power of Destiny)
1¹¹=1 (Power of Destiny) – pierwszy album studyjny południowokoreańskiego boysbandu Wanna One, specjalnej grupy stworzonej przez survivalowy program Mnetu Produce 101 Season 2, w której skład weszło jedenaście stażystów z różnych firm rozrywkowych. Album został wydany 19 listopada 2018 roku. Ukazał się w trzech edycjach: dwóch fizycznych i jednej cyfrowej. Album stanowi kulminację działań grupy przed jej rozwiązaniem w styczniu 2019 roku.
Płytę promował singel „Spring Breeze” (kor. 봄바람). Sprzedał się w nakładzie 656 644 egzemplarzy w Korei Południowej (stan na styczeń 2019). Zdobył certyfikat 2xPlatinum w kategorii albumów.

## Lista utworów
| CD  | CD                                              | CD                                  | CD                                                                     | CD                    | CD      |
| Nr  | Tytuł utworu                                    | Tekst                               | Kompozycja                                                             | Aranżacja             | Długość |
| --- | ----------------------------------------------- | ----------------------------------- | ---------------------------------------------------------------------- | --------------------- | ------- |
| 1.  | „Destiny” (Intro)                               | GALACTIKA *                         | GALACTIKA *, Atena                                                     | GALACTIKA *, Atena    | 1:11    |
| 2.  | „Spring Breeze” (kor. 봄바람 Bombaram)          | iHwak, Flow Blow                    | iHwak, Flow Blow                                                       | Flow Blow             | 3:55    |
| 3.  | „One's Place” (kor. 집 Jip)                     | Jeong Ho-hyun (e.one)               | Jeong Ho-hyun (e.one)                                                  | Jeong Ho-hyun (e.one) | 3:50    |
| 4.  | „Flowerbomb” (kor. 불꽃놀이 Bbulkkonnori)       | Ha Sung-woon, O.R.O, Vendors        | Ha Sung-woon, O.R.O, Vendors                                           | O.R.O, Vendors        | 3:37    |
| 5.  | „One Love” (kor. 묻고싶다 Mutgosipda)           | 13                                  | 13                                                                     | 13                    | 3:30    |
| 6.  | „Deeper”                                        | iHwak, Royal Dive                   | Christian Fast, Christoffer Lauridsen, Didrik Thott, iHwak, Royal Dive | Royal Dive            | 3:37    |
| 7.  | „Hide and Seek” (kor. 술래 Sullae)              | MOT                                 | MOT                                                                    | MOT                   | 3:05    |
| 8.  | „Awake!”                                        | Jeong Ho-hyun (e.one), Park Woo-jin | Jeong Ho-hyun (e.one)                                                  | Jeong Ho-hyun (e.one) | 3:14    |
| 9.  | „12th Star” (kor. 12번째 별 12beonjjae byeol)   | IMAGES, Jo Eun-byul                 | IMAGES, Jo Eun-byul                                                    | IMAGES                | 3:59    |
| 10. | „Pine Tree” (kor. 소나무 Sonamu)                | GALACTIKA *, Atena                  | GALACTIKA *, Atena                                                     | GALACTIKA *, Atena    | 4:00    |
| 11. | „Beautiful” (kor. 아름다울 (Part II) Areumdaul) | Tenzo, Kebee                        | Tenzo, Wooziq                                                          | Wooziq                | 4:02    |

## Notowania
| Lista                      | Pozycja |
| -------------------------- | ------- |
| Gaon Weekly Album Chart    | 1       |
| Gaon Monthly Album Chart   | 2       |
| Gaon Yearly Album Chart    | 6       |
| Five Music (Tajwan)        | 1       |
| Billboard World Albums     | 12      |
| Oricon Weekly Albums Chart | 3       |